# Spathes

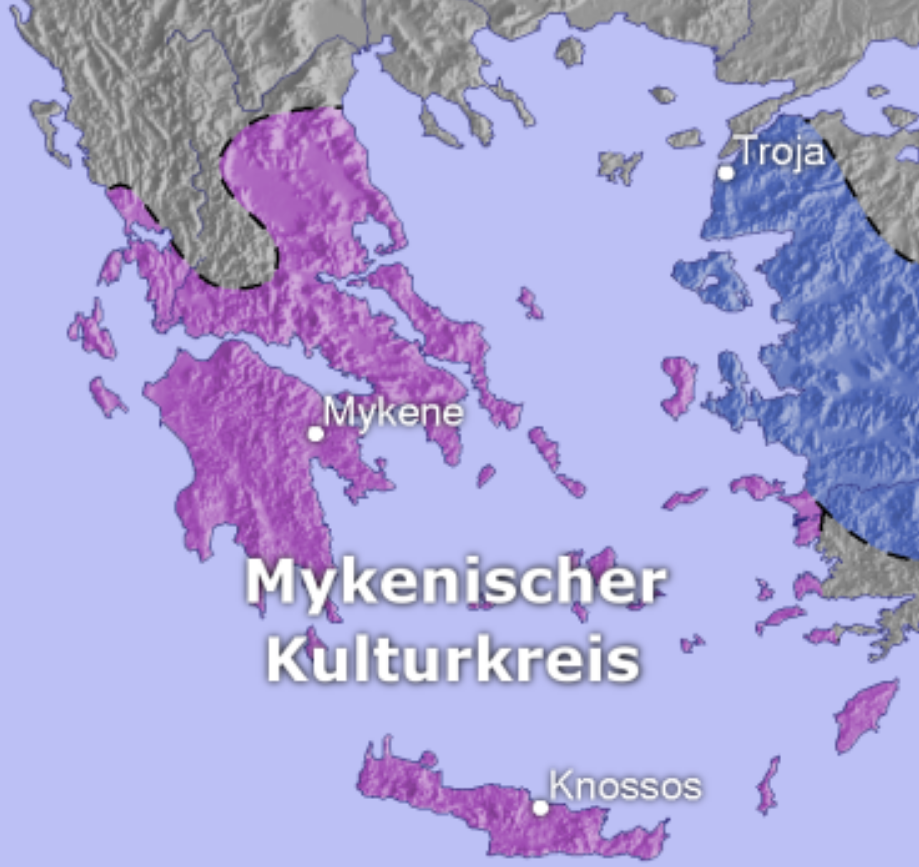
Environnement culturel mycénien (vers 1400 av. J.-C.)

Spáthes (en grec moderne : Σπάθες, signifiant « épées ») est un site archéologique grec découvert sur le mont Olympe. 
C'est une nécropole de l'âge du bronze tardif. Les tombes les plus anciennes datent du XIVe siècle av. J.-C., les dernières traces d'utilisation ont été retrouvées de la fin du XIIIe  début du  XIIe siècle av. J.-C.. L'habitat, associé à la nécropole, n'a pas été retrouvé. De nombreuses offrandes funéraires ont été faites dans le style mycénien, de sorte que le cercle culturel mycénien s'étendait probablement au-delà de la frontière de la Thessalie jusqu'en Piérie. 
Le site comprend des sépultures de l'époque protohistorique mycénienne et des âges obscurs.

## Emplacement
Le site funéraire s'étend à flanc de colline du nord-est au sud-ouest près du village d'Ágios Dimítrios (el), à la frontière avec la Thessalie à 1000 à 1100 mètres d'altitude.

## Historique des fouilles
En 1975, l'autorité archéologique a été informée que plusieurs tombes (environ 12 à 13) avaient été détruites lors de la création d'un coupe-feu. Une épée de bronze a alors été retrouvée. Les fouilles commencent en 1985 et sont poursuivies l'année suivant, mettant au jour 34 tombes en partie détruites et pillées. Une partie des biens volés a été retrouvée dans l'entrepôt du Musée archéologique de Dion. En 1985, certaines des dalles de pierre qui recouvraient les tombes ont été volées. Une partie de la pente a été abaissée par de fortes chutes de neige. Dans les années 1987 et 1988, la pente a été terrassée et stabilisée par une construction en bois. En 1987 près du site d'excavation sont découvertes d'autres tombes vraisemblablement de la même époque. Six sceaux en pierre en ont été récupérés,.

## Nécropole
Dans cette région de la Grèce, à la fin de l'âge du bronze, les défunts étaient généralement enterrés dans des tombes en forme de boîte. La longueur des tombes est d'environ 2,40 mètres, la largeur de 1,50 mètre et la profondeur entre un et 2,50 mètres. Le fond des tombes était recouvert d'une couche d'argile de 10 à 20 centimètres d'épaisseur, les parois latérales étaient couvertes de dalles de pierre. Les tombes étaient intactes à l'exception des racines pénétrantes et des dépôts naturels des matériaux. Le nombre de personnes enterrées retrouvées dans les tombes est de 52. Dans chacune des tombes plusieurs personnes ont été enterrées, adultes et enfants, confortant l'hypothèse de tombes familiales. Les corps sont enterrés l'un à côté de l'autre, en partie aussi l'un sur l'autre.

## Découvertes

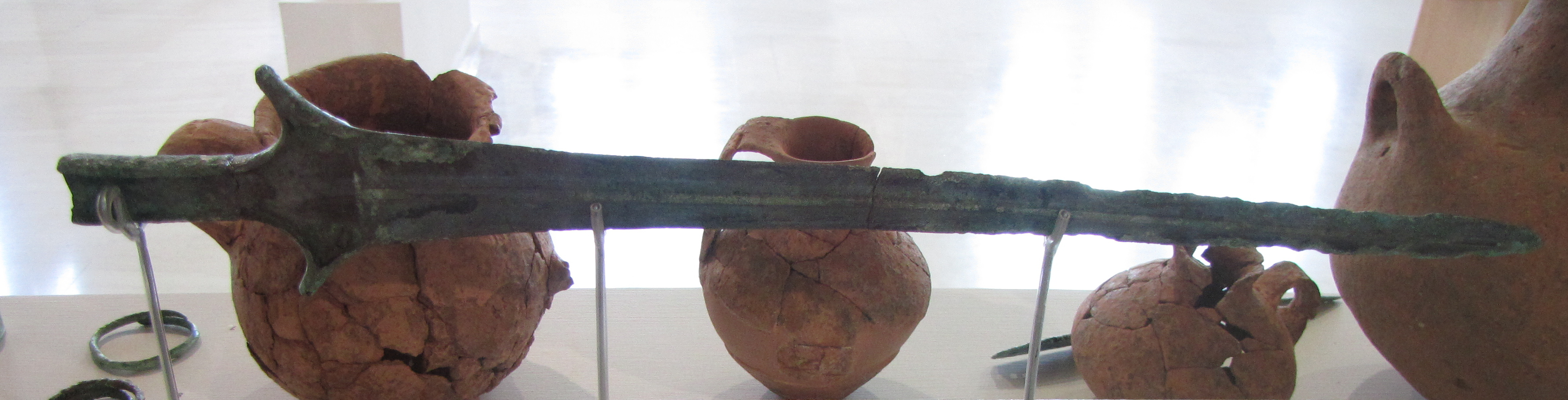
Épée de bronze, trouvée près de Platamónas.

En plus des armes et des bijoux, le défunt recevait principalement de la poterie. Les récipients étaient en partie faits à la main ou modelés avec un tour de potier. Les découvertes les plus importantes ont été faites dans une tombe, dans laquelle des personnalités apparemment de haut rang ont été enterrées. Deux squelettes, un mâle et une femelle, sont retrouvés parmi de riches cadeaux funéraires. Les restes d'une lance, d'une épée en bronze, de vases peints et non et de flacons de parfum, de bijoux et de sceaux en pierre (en partie avec des motifs animaliers) ont été découverts. L'épée ressemble au genre d'épées trouvées à Mycènes et en Crète (Knossos, Héraklion). Une épée de bronze trouvée dans une autre tombe est de la même fabrication que les épées découvertes à Athènes, en Crète et à Kos. Des fouilles du côté sud-est de l'Olympe, à l'ouest de Platamónas, ont révélé une épée identique.

## Biographie
- Ministère grec de la culture et des sports, Université Aristote de Thessalonique, Το Αρχαιολογικό Έργο στη Μακεδονία και Θράκη (Le travail archéologique en Macédoine et en Thrace) Nr. 1, 1987.
- Ministère grec de la culture et des sports, Université Aristote de Thessalonique, Το Αρχαιολογικό Έργο στη Μακεδονία και Θράκη (Le travail archéologique en Macédoine et en Thrace) Nr. 2, 1988.
- Efi Poulaki-Pantermali : Makedonikos Olympos. Mythos – Istoria – Archäologia. Hrsg. : Ministère grec de la culture et des sports, Thessalonique 2013, (ISBN 978-960-386-110-2) .